# Амирович, Антони
Антони Мариан Амирович (пол. Antoni Marian Amirowicz; 29 августа 1904, Кшешовице, Цислейтания — 9 ноября 1993, Лондон) — польский футболист армянского происхождения, нападающий и центральный полузащитник сборной Польши.

## Биография
Добровольцем участвовал в обороне Варшавы в 1920 году. В 1925 году закончил варшавское педагогическое училище. До 1939 года служил в следственной полиции.
Участник Сентябрьской войны, во время которой попал в советский плен. Вступил в армию Андерса. Служил в составе 3-й Карпатской стрелковой дивизии в звании сержанта.
Участник боёв под Монте-Кассино, Лоретто и Анконой. Был ранен в бою под Сенигалей. Вывезен в госпиталь в Англию, где потом и остался.
Награждён рядом польских и британских военных наград.
Жил в Брентфорде, где работал на киностудии до выхода на пенсию.

## Футбольная карьера

### Клубная карьера
Футбольную карьеру начал в составе «Краковии». В 1923 году стал игроком столичной «Легии». После того как «Легия» была исключена из Чемпионата Варшавы из-за финансовых долгов в 1925 году, многие звёзды клуба, в числе которых был и Амирович, перешли в другой столичный клуб «WTC» . Большинство игроков вернулись в «Легию» уже через несколько месяцев. Антони Амирович был участником матча «Погонь» Львов — «Легия» Варшава, который вошёл в историю, как самое крупное поражение «Легии». Поединок состоялся 3 сентября 1927 года и завершился со счетом 11:2 в пользу «Погони». В следующем году в составе клуба выиграл бронзовые медали Чемпионата Польши. В 1929 году перешел в состав клуба «Чарни» из Львова, в составе которого отыграл ещё три сезона.

### Карьера в сборной
За национальную сборную провёл один матч: 10 июня 1924 года в Варшаве Польша проиграла США 2:3. Амирович является первым футболистом Легии, который играл в сборной Польши.

## Достижения
Кубок Польского общества евгеники: 1926
Бронзовый призёр чемпионата Польши: 1928